# 芦荟素
芦荟素（或 ，也称为芦荟大黄素苷）是一种芦荟大黄素与葡萄糖形成的糖苷，分子式C21H22O9，存在于至少68种芦荟属植物中。